# Ansel Elgort
Ansel Elgort (New York City, 1994. március 14.–) amerikai színész, énekes és DJ (Ansølo néven).
Színészi karrierjét a Carrie (2013) című horrorfilm mellékszereplésével kezdte. Elgort szélesebb körű elismerést kapott a serdülőkori rákos beteg szerepéért a Csillagainkban a hiba romantikus drámafilmben (2014) és a A beavatott-filmsorozat (2014–2016) mellékszerepéért. 2017-ben Edgar Wright rendezésével készült Nyomd, Bébi, nyomd című akció thrillerének címszereplőjét játszotta, amiért Golden Globe-díj jelölést kapott.

## Fiatalkora
Elgort New Yorkban született. Szülei Arthur Elgort divatfotós, aki több mint 30 éve dolgozik a Vogue-nál, és Grethe Barrett Holby operaigazgató. Elgort édesapja orosz-zsidó, édesanyja norvég, angol és német származású.

## Magánélete
2017 óta Brooklyn, Bedford-Stuyvesant szomszédságában lakik.
2020 áprilisában Elgort egy aktfotót tett közzé a közösségi médiában a COVID–19 által érintettek táplálására szolgáló adománygyűjtési erőfeszítések részeként. A 21. születésnapján Elgort barátokat, családtagokat és rajongókat kért meg arra, hogy adományozzanak a Thirst Project-nek.
2020 júniusában egy nő a Twitteren azzal vádolta Elgortot, hogy 2014-ben 17 és 20 éves korában szexuálisan bántalmazta. New Yorkban a beleegyezési korhatár 17 év. Elgort az Instagram-oldalán megjelent bejegyzésében cáfolta a vádat, mondván, hogy ő és a nő "rövid, legális és teljesen konszenzusos kapcsolatban állt".

## Filmográfia

### Film
| Év   | Magyar cím                     | Eredeti cím                     | Szerep                 | Magyar hang    | Rendező               |
| ---- | ------------------------------ | ------------------------------- | ---------------------- | -------------- | --------------------- |
| 2013 | Carrie                         | Carrie                          | Tommy Ross             | Czető Roland   | Kimberly Peirce       |
| 2014 | A beavatott                    | Divergent                       | Caleb Prior            | Molnár Levente | Neil Burger           |
| 2014 | Csillagainkban a hiba          | The Fault in Our Stars          | Augustus Waters        | Czető Roland   | Josh Boone            |
| 2014 | Férfiak, nők és gyerekek       | Men, Women & Children           | Tim Mooney             | Márkus Sándor  | Jason Reitman         |
| 2015 | A beavatott-sorozat: A lázadó  | The Divergent Series: Insurgent | Caleb Prior            | Molnár Levente | Robert Schwentke (1.) |
| 2015 | Papírvárosok                   | Paper Towns                     | Mason (cameoszerep)    | Suhajda Dániel | Jake Schreier         |
| 2016 | A beavatott-sorozat: A hűséges | The Divergent Series: Allegiant | Caleb Prior            | Molnár Levente | Robert Schwentke (2.) |
| 2017 | Nyomd, Bébi, nyomd             | Baby Driver                     | Baby / Miles           | Jéger Zsombor  | Edgar Wright          |
| 2017 | Novemberi gyilkosság           | November Criminals              | Addison Schacht        | Baráth István  | Sacha Gervasi         |
| 2018 | Jonathan                       | Jonathan                        | Jonathan / John        |                | Bill Oliver           |
| 2018 | Milliárdos fiúk klubja         | Billionaire Boys Club           | Joe Hunt               | Baráth István  | James Cox             |
| 2019 | Az Aranypinty                  | The Goldfinch                   | Theodore "Theo" Decker | Jéger Zsombor  | John Crowley          |
| 2021 | West Side Story                | West Side Story                 | Tony                   | Márkus Sándor  | Steven Spielberg      |

### Televízió
| Év   | Cím        | Szerep         | Megjegyzések                  |
| ---- | ---------- | -------------- | ----------------------------- |
| 2022 | Tokyo Vice | Jake Adelstein | főszereplő és vezető producer |